# Doença de Creutzfeldt-Jakob
A doença de Creutzfeldt–Jakob (DCJ), também denominada encefalopatia espongiforme subaguda, é uma doença neurodegenerativa fatal. Os sintomas iniciais mais comuns são perda de memória, alterações no comportamento, falta de coordenação e perturbações visuais Entre os sintomas mais tardios estão demência, movimentos involuntários, perda de visão, fadiga e coma. Em cerca de 70% dos casos a pessoa morre no prazo de um ano após o diagnóstico.
A DCJ é causada por proteínas denominadas priões. Os priões são proteínas mal enoveladas que fazem com que proteínas corretamente enoveladas se tornem elas próprias desenoveladas. Cerca de 85% dos casos ocorrem por razões desconhecidas, enquanto cerca de 7,5% dos casos são herdados de um dos progenitores de forma autossómica dominante. A doença pode também ser transmitida por exposição ao cérebro ou tecidos da medula espinal de uma pessoa infetada. Não há evidências de que possa ser transmitida entre pessoas por contacto normal ou transfusão de sangue. O diagnóstico da doença requer que sejam descartadas outras potenciais causas e pode ser complementado por electroencefalograma, punção lombar ou ressonância magnética.
Não existe tratamento específico para a DCJ. A dor pode ser aliviada com opioides, enquanto o clonazepam ou o valproato de sódio podem ajudar com os movimentos involuntários. A DCJ afeta cerca de uma por cada milhão de pessoas por ano. A doença tem geralmente início por volta dos 60 anos de idade. Foi descrita pela primeira vez em 1920. É um tipo de encefalopatia espongiforme transmissível. A DCJ hereditária corresponde a cerca de 10% dos casos de doenças causadas por priões. A DCJ esporádica é diferente da encefalopatia espongiforme bovina (doença das vacas loucas) e da doença de Creutzfeldt–Jakob variante.